# (2238) Стешенко
(2238) Стешенко (лат. Steshenko) — типичный астероид главного пояса, который был открыт 11 сентября 1972 года советским астрономом Николаем Черных в Крымской обсерватории и назван в честь известного советского астронома Николая Стешенко.

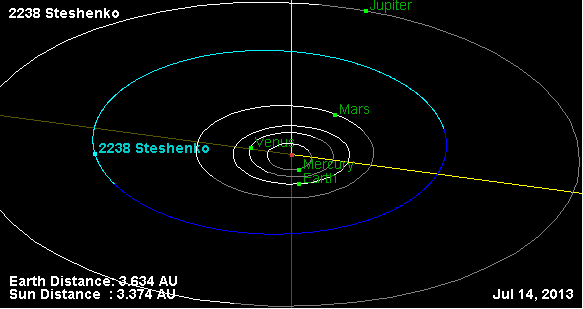
Орбита астероида Стешенко и его положение в Солнечной системе